# スティーブ・マクリン
スティーブ・マクリン（Steve Maclin、1987年5月26日 - ）は、アメリカ合衆国のプロレスラー。ニュージャージー州ラザフォード出身。インパクト・レスリング所属。本名はトミー・マクリン（Tommy Maclin）。

## 来歴
2012年、数多くのプロレスラーを輩出しているラリー・シャープが主宰するワールドフェイマス・モンスターファクトリーに入門してプロレスラーになるためトレーニングを開始。同年にはMFPW（Monster Factory Pro Wrestling）にて
プロレスラーデビューを飾る。2013年には並行してRCP（Right Coast Pro）に出場し、MFPWではクリフ・コンプトンやQTマーシャルなどのキャリアのあるレスラー達と対戦して経験を積み、MFPWヘビー級王座を獲得した。
2013年12月、WWEにて3日間行われたトライアウトに参加。MFPW時代にジェリー・ブリスコが視察に来ていた事もあって上層部の目に留まり合格。ディベロップメント契約を交わして入団。トレーニング施設であるWWEパフォーマンスセンターにて基礎を学ぶ。
2014年7月3日、傘下団体であるNXTにてスティーブ・カトラー（Steve Cutler）のリングネームで初登場を果たし、CJパーカーと対戦するが敗戦した。NXTでは出番があるもののモジョ・ローリー、ブル・デンプシー、バロン・カービンといったレスラー達をプッシュさせるためのジョバーとして踏み台になり、デンプシーとカービンとの対戦においては数秒で敗戦する内容であった。
2016年8月31日、NXTにてケネス・クロフォードと対戦。間接の取り合いからクロフォードより跳躍力の高いパンチを喰らうが冷静に対処して最後にトレードマーク・プレックスを決めて勝利した。
2017年4月20日、NXT Liveにてウェスリー・ブレイクとタッグを結成。ヘビー・マシーナリー（オーティス・ドーゾビッチ & タッカー・ナイト）と対戦。敗戦した。
2018年2月1日、ブレイクとのタッグネームをフォーゴトゥン・サンズ（The Forgotten Sons）と名付ける。同月18日、NXT Liveにてチャド・レイル、レイシー・エヴァンスと共闘体制を組む。9月5日、NXTにてブレイク、チャド・レイルからリングネームを変更したジャクソン・ライカーとトリオユニットであるフォーゴトゥン・サンズとして登場。ブレイクと組んでストリート・プロフィッツ（アンジェロ・ドーキンス & モンテス・フォード）と対戦。終盤に黒覆面を着用したザ・マイティ（シェイン・ソーン & ニック・ミラー）の乱入とライカーのアシストを受け、最後にフォードへブレイクのリバースDDTと自身のトップロープからのニー・ドロップの合体技を決めて勝利した。

## 獲得タイトル
TNA
- TNA世界ヘビー級王座　: 1回
- TNAインターナショナル王座　: 1回

MFPW
- MFPWヘビー級王座 : 1回